# Елпидифор (Бенедиктов)
Архиепископ Елпидифо́р (в миру Алексе́й Ива́нович Бенеди́ктов; 1800, Григорьевское, Пошехонский уезд, Ярославская губерния, Российская империя — 31 мая 1860, Санкт-Петербург) — епископ Православной российской церкви, архиепископ Таврический и Симферопольский, ранее — преподаватель и ректор духовных семинарий, настоятель монастырей.

## Биография
Родился в 1800 году в селе Григорьевское Пошехонского уезда Ярославской губернии в семье священника. Первоначально учился в Ярославской духовной семинарии, по окончании которой в 1821 году поступил в Петербургскую духовную академию. В июле 1825 года окончил курс академии.
1 сентября назначен учителем Архангельской духовной семинарии; 17 сентября того же года получил звание кандидата богословия. 10 сентября 1827 года удостоен степени магистра.
1 октября 1829 года назначен инспектором Новгородской духовной семинарии. 28 ноября 1829 года пострижен в монашество; 1 декабря рукоположён в сан иеродиакона, а 6 декабря — в сан иеромонаха.
14 апреля 1832 года назначен ректором Курской духовной семинарии, а 22 мая того же года возведён в сан архимандрита и определен настоятелем Белгородского Николаевского монастыря.
С 29 ноября 1833 года — настоятель Белгородского Троицкого монастыря.
30 апреля 1837 года перемещен ректором в Воронежскую духовную семинарию и 21 мая назначен настоятелем Воронежского Алексеевского Акатова монастыря.
2 февраля 1842 года хиротонисан в сан епископа Острогожского, викария Воронежской епархии.
С 1 марта 1848 года — епископ Харьковский и Ахтырский.
С 6 ноября того же года — епископ Подольский.
С 29 марта 1851 года — епископ Вятский и Слободской.
7 января 1860 года назначен в Таврическую епархию с возведением в сан архиепископа, но вследствие болезни поехать в епархию не смог.
25 мая 1860 года уволен на покой по прошению. Скончался 31 мая 1860 года. Погребён в Александро-Невской лавре в Феодоровской церкви у правого клироса.
Характеризовался как человека просвещённого, высокообразованного, замечательного проповедника, обладавшего ораторским талантом, доброго архипастыря, человека скромного, тихого и правдивого. По предложению обер-прокурора графа Н. А. Протасова он составил «Герменевтику» для семинарского курса.

## Награды
- Орден Святой Анны 1-й степени (8 апреля 1846)[2]

## Труды
- Четыре речи при некоторых особливых случаях войны с Англией, Францией и Турцией. — Вятка, 1856,1857. Собрание поучений: в 3 т. — 1859.
- Замечание на сочинения Стурдзы: (рукопись академической библиотеки № а 1/270). Слово в день святителя Николая // Некоторые упражнения студентов Санкт-Петербургской духовной академии VI учебного курса. — СПб., 1825, т. 1, с. 100; т. 3, с. 149.
- Рассуждение о поминовении усопших // Некоторые упражнения студентов Санкт-Петербургской духовной академии VI учебного курса. — СПб., 1825, т. 1, с. 100; т. 3, с. 149.